# ТЕС Ратчабурі (Ratchaburi Power)
13°36′25″ пн. ш. 99°53′27″ сх. д. / 13.60694° пн. ш. 99.89083° сх. д.
ТЕС Ратчабурі (Ratchaburi Power) – складова електроенергетичного майданчику, що знаходиться в районі тайського міста Ратчабурі. 
В 2008 році на майданчику станції стали до ладу два однотипні парогазові блоки комбінованого циклу потужністю по 700 МВт, у кожному з яких дві газові турбіни потужністю по 230 МВт живлять через відповідну кількість котлів-утилізаторів одну парову турбіну з показником 240 МВт. 
Як паливо ТЕС використовує природний газ, що надходить із М’янми по газопроводу Пілок – Ратчабурі. Втім, за умови нестачі м’янмарського ресурсу будуть можливі поставки по реверсованому трубопроводу Ратчабурі – Вангной та планованій перемичці від П'ятого трубопроводу.
Видача продукції відбувається по ЛЕП, розрахованим на роботу під напругою 500 кВ та 230 кВ.
Станцію спорудила компанія Ratchaburi Power, інвесторами якої стали місцеваю Ratchaburi Electricity Generating Holding Public Company (25%), китайська Hongkong Electric Holdings (25%), тайська державна нафтогазова PTT Public Company (15%), японські Chubu Electric Power Company  (15%, з 2016-го стала частиною Japan’s Energy for New Era, JERA) і Toyota Tsusho Corporation (10%), а також місцева інвестиційна компанія Saha-Union Public Company (10%).
Також можливо відзначити, що з 2000 року на сусідньому майданчику працює ТЕС Ратчабурі від компанії  Ratchaburi Electricity Generating Company (на 100% належить згаданому вище інвестору Ratchaburi Electricity Generating Holding Public Company, головним акціонером якого з часткою у 45% є державна електроенергетична Electric Generating Authority of Thailand, EGAT).